# Brunnahæð
Brunnahæð är en kulle i republiken Island. Den ligger i regionen Västfjordarna, 190 km nordväst om huvudstaden Reykjavík. Toppen på Brunnahæð är 455 meter över havet.
Närmaste större samhälle är Patreksfjörður, 17,6 km nordost om Brunnahæð.